# 시장과 전장
《시장과 전장》은 박경리가 1964년에 쓴 소설이다.

## 주요 등장 인물
- 하기훈 : 공산주의자로 이 소설의 주인공이다. 한때 석산 선생의 제자였다. 인민군이 서울을 점령하자 석산 선생에게 협조를 요구한다.
- 석산 선생 : 무정부의자로 하기훈을 제자로 둔 적이 있으며 사상적으로 자주 대립하였다. 그러나 인민군이 서울을 점령하자 인민재판으로 끌려나온다.
- 이가화 : 순진한 여성
- 하기석 : 지영의 남편
- 남지영 : 평범한 여성. 한국전쟁발발 전까지는 여학교의 교사였다.

## 평가
사위이자 시인인 김지하는 시장과 전장을 '흰그늘의 미학'으로 평가하였으며 또한 '경제적 삶의 흙탕물 속에서 끝내 삶의 신조를 버리지 않는 젊은 여인의 하얀 이미지'라고 말하기도 하였다.
"그건 서세동점기(西勢東漸期), 근대문명의 변화와 압력 속에서도 자신의 삶을 살아가는 여성 서사(敍事)의 압권이지요. 여성이 미래를 어떻게 개척해나갈 것인가를 암시하기도 합니다. '아시안 네오(Neo) 르네상스를 위한 미학'이 바로 흰그늘이란 말에 숨어 있습니다. 박 선생은 대단한 분이었어요."

## 출간 도서
- 《市場과 戰場》, 현암사, 411쪽, 1964년 11월 5일 출간
- 《市場과 戰場》(2권), 삼성출판사, 315쪽, 1975년 3월 1일 출간
- 《市場과 戰場》, 지식산업사, 376쪽, 1979년 5월 25일 출간
- 《市場과 戰場》, 중앙일보, 404쪽, 1987년 12월 1일 출간
- 《시장과 전장》(2권), 나남출판, 559쪽, 1993년 8월 31일 출간 (1권: ISBN 9788930005364, 2권: ISBN 9788930005371)
- 《시장과 전장》, 동아출판, 518쪽, 1995년 4월 30일 출간 (ISBN 9788900035629)
- 《시장과 전장》, 나남출판, 549쪽, 1999년 4월 5일 출간 (ISBN 9788930005609)
- 《시장과 전장》, 휴이넘, 278쪽, 2007년 10월 25일 출간 (ISBN 9788937843754)
- 《시장과 전장》, 마로니에북스, 575쪽, 2013년 5월 15일 출간 (ISBN 9788960532632)
- 《시장과 전장》, 다산책방, 672쪽, 2024년 4월 23일 출간 (ISBN 9791130652047)